# Aiouea lehmannii
Aiouea lehmannii (O. C. Schmidt) Renner es una especie perteneciente a la familia Lauraceae. 

## Hábitat
Es endémica de Colombia y Brasil donde se encuentra ampliamente distribuida.

## Fuente
- World Conservation Monitoring Centre 1998.  Aiouea lehmannii.   2006 IUCN Red List of Threatened Species. Bajado el 20-8-07